# Siphocampylus coltinya
Siphocampylus coltinya är en klockväxtart som beskrevs av Franz Elfried Wimmer. Siphocampylus coltinya ingår i släktet Siphocampylus och familjen klockväxter.
Artens utbredningsområde är Peru. Inga underarter finns listade i Catalogue of Life.